# Èac
D'acord amb la mitologia grega, Èac (en grec antic: Αἴακος, Aiakos) va ser un semidéu que esdevingué rei de l'illa d'Egina.

## Naixement d'Èac
Segons diverses fonts, el déu Zeus va transformar-se en una àguila i va seduir la nimfa Egina. Aleshores se la va endur a una illa de la regió d'Àtica anomenada Enone per protegir-la de la ira del seu pare el déu fluvial Asop, qui sortí a perseguir-los fins que Zeus va atacar-lo amb una pluja de llamps. En aquesta illa va néixer l'infant Èac.

## Rei d'Egina
Quan va tenir l'edat suficient va ser nomenat rei de l'illa, a la que rebatejà amb el nom de la seva mare, Egina. Segons Ovidi l'esposa de Zeus, Hera, va enviar una plaga de pesta que va matar tota la població de l'illa a la que Zeus va respondre convertint totes les formigues en humans, començant per la seva reina, Mírmex. Aquests van ser anomenats mirmídons, una raça d'homes que esdevindrien famosos per la seva bravura al camp de batalla, especialment a la Guerra de Troia amb el lideratge d'Aquil·les, net d'Èac.
Èac apareix també al mite del rei Laomedó de Troia segons Píndar (ja que altre versions l'ometen). Resulta que els déus Posidó i Apol·lo van rebel·lar-se contra Zeus. Aquest, després de derrotar-los, els va condemnar a servir durant cert temps al rei de Troia Laomedó; Posidó va construir les muralles i Apol·lo les edificacions del Mont Ida. El monarca va prometre'ls una gran recompensa si quedava satisfet amb la seva feina i Èac, en assabentar-se'n, va apuntar-se a ajudar els déus a canvi d'una part dels beneficis. En acabar la feina, però, el rei no va voler pagar-los. Aleshores, els déus van castigar Troia amb diverses malediccions i Apol·lo va predir que la ciutat murada seria destruïda pels Eàcides, els descendents d'Èac.
Considerat el monarca més just i pietós del seu temps, tant els mortals com els déus el visitaven quan tenien disputes entre ells. Un cop, l'Oracle de Delfos va predir que no s'acabaria una llarga sequera que estava assolant tota Grècia fins que Èac no pregués al seu pare Zeus. Quan Èac va complir, la sequera va finir immediatament. Aleshores, tota la població d'Egina es va bolcar en la construcció d'un temple a Zeus i un temple anomenat Aeacum, fet de parets de marbre blanc i on, a l'antiga Grècia es creia que hi havia enterrades les seves restes mortals.
Després de la seva mort, el seu esperit formà part, amb Minos i Radamant, del tribunal que jutjava els esperits dels difunts.

## Descendència
Èac es casà amb Endeida, filla del mític bandoler corinti Esciró o del centaure Quiró, amb qui engendrà:
- Peleu, pare del mític Aquil·les.
- Telamó, pare dels herois Àiax el Gran i Teucre.

Un dia, Èac s'enamorà bojament de la nereida Psàmate, filla del déu Nereu, però quan ell se li apropà ella es convertí en una foca i se n'anà. L'heroi no desistí i la perseguí fins que ella va acabar cedint. Fruit d'aquesta relació en va néixer un fill: 
- Focos, vencedor de jocs atlètics.[3]

### Llista d'eàcides
Els descendents d'Èac eren coneguts com a Eàcides:
- Fills: Peleu, Telamó, Focos
- Nets: Aquil·les, Àiax el Gran, Teucre, Crisos
- Besnets: Neoptòlem, Eurísaces, Estrofi
- Rebesnets: Molós, Píel, Pèrgam, Pílades, Estrofi, Medont
- També es considerava descendent seu el rei de l'Epir Tàrips, pertanyent a la tribu dels molossos (suposadament descendents de Molós). Així tota la seva família i descendents també es consideraven eàcides: d'Àlcetes I i Arimbes fins a Pirros i Alexandre el Gran.
- Diversos il·lustres atenencs de l'antiga Grècia es consideraven descendents d'Àiax el Gran i, per tant, Eàcides: el tirà del Quersonès traci Milcíades el Jove i seu fill el general Cimó II, el polític Alcibíades o l'historiador Tucídides.